# Corriente de Groenlandia Occidental

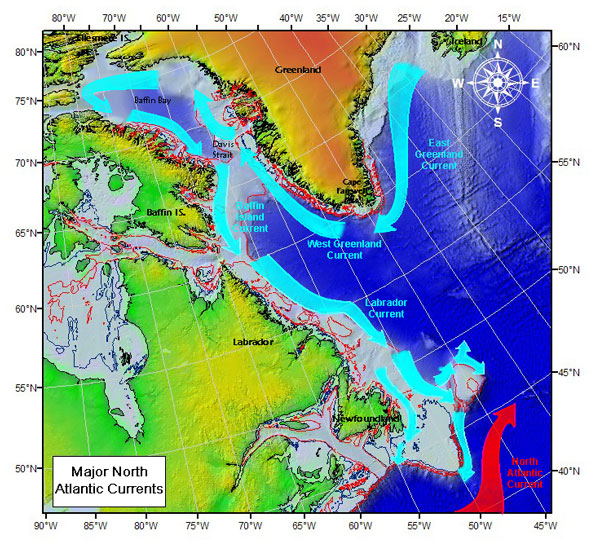
Corriente de Groenlandia Occidental.

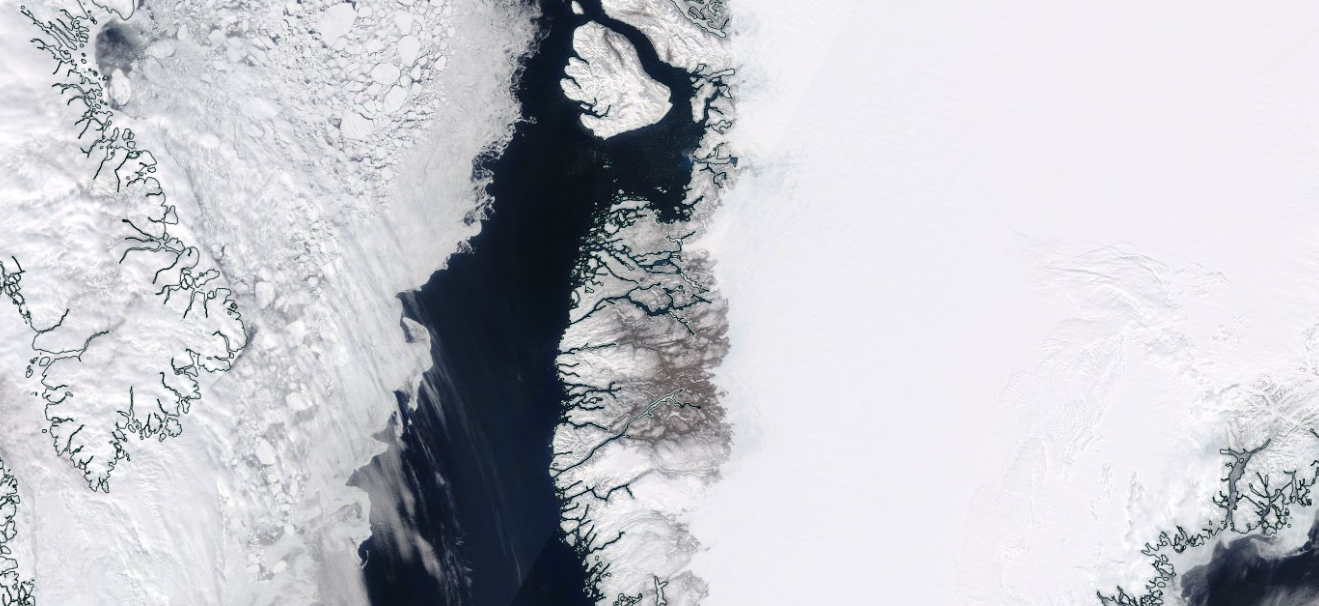
La Bahía de Baffin con la parte oriental libre de hielos al sur de la isla Disko (por la emersión de aguas profundas del lecho marino con temperaturas superiores a los 4 °C) y sin nubes, debido al fenómeno de la diatermancia y a la subsidencia atmosférica resultante.

La corriente de Groenlandia Occidental es una débil corriente marina de agua relativamente fría (aunque superior a los 4 °C) que fluye hacia el norte recorriendo la costa occidental de Groenlandia, desde el cabo Farewell hasta la bahía de Baffin.

## Descripción
Tiene una velocidad entre 0,9 y 1,9 km/h, y no constituye una continuación de la corriente de Groenlandia Oriental. Su origen está en la surgencia (upwelling en inglés) de aguas frías y profundas en la costa occidental de Groenlandia como consecuencia del movimiento de rotación terrestre. Las aguas profundas tienen una temperatura constante de unos 4 °C, temperatura a la que el agua tiene su máxima densidad. Son aguas relativamente frías pero están libres de hielo a dicha temperatura. Como se señala en el artículo corrientes oceánicas frías, las aguas sólo pueden tener menos de 4 °C o más de esta temperatura en la superficie del océano y en ambos casos flotarían, al tener menor densidad. Las aguas que emergen junto a la costa occidental de Groenlandia se dirigen hacia el norte por la configuración de las costas y por la fuerza centrípeta de las aguas oceánicas hacia los polos por el achatamiento polar: la parte meridional de Groenlandia tiene mucha mayor velocidad de desplazamiento de oeste a este (por el movimiento de rotación terrestre) que la parte norte lo que, unido a la propia dirección casi de sur a norte de la costa, desvía las aguas de dicha corriente hacia el norte y noroeste. En este viaje por la superficie oceánica, las aguas de esta corriente se enfrían mucho al contacto con la atmósfera por lo que llegan a congelarse, lo que les impide seguir hacia el norte a través del estrecho de Smith (entre Groenlandia y la isla de Ellesmere) y regresan de nuevo al sur por la costa canadiense de Baffin (como resulta lógico, una corriente oceánica es superficial pero deja de serlo al encontrarse el obstáculo de una capa de hielo flotante (banquisa) que la hace hundirse o retroceder hacia el sureste (en el hemisferio norte). Entre el sur de Groenlandia y la amplia desembocadura del glaciar de Humboldt, las costas de Groenlandia permanecen libres de hielo, mientras que las costas de la gran isla de Baffin permanecen heladas en su mayor parte todo el año. El estudio de una imagen satelital de la European Space Agency () nos muestra la extensión superficial y el espesor del hielo oceánico en la corriente de Groenlandia Oriental y en las costas occidentales de Groenlandia, que se encuentran prácticamente libres de hielo hasta una latitud mucho más al norte que en la costa oriental de la isla de Baffin y en la costa oriental de la propia Groenlandia debido, obviamente, a la distinta temperatura entre las aguas de las dos corrientes de Groenlandia (muy fría la oriental y algo menos fría la occidental) y de la corriente del Labrador, cuyos inicios se producen en la costa oriental de la isla de Baffin y se dirigen hacia el sur bordeando las costas de la península del Labrador (de ahí su nombre), la isla de Terranova e incluso la península de Nueva Escocia. Esta corriente del Labrador hace mucho más inhóspita la costa oriental de Baffin que la occidental de Groenlandia a la misma latitud, en lo que se conoce como la bahía de Baffin, entre Canadá y Groenlandia.
Según Lloyd et al., se trataría de una corriente templada y no fría, ya que procedería de la unión de las aguas frías procedentes del polo de la corriente de Groenlandia Oriental y las relativamente cálidas de la corriente de Irminger, derivada de la corriente del Golfo. Vendría a corroborar esta idea el hecho de que la costa occidental de Groenlandia presenta un mayor grado de habitabilidad (concentra casi toda la población de la gran isla) y un clima más seco, además de presentar un mar libre de hielos durante todo el año. Sin embargo, y tal como se ha dicho, las corrientes Oriental y Occidental de Groenlandia no constituyen una unidad, como se ve en la imagen: su formación, y por lo tanto, sus características, son distintas. Y esta distinción entre las dos corrientes no es la única, ya que también se presenta al noroeste de Groenlandia (Corriente de Groenlandia y Corriente del Labrador) y en el estrecho de Behring (corriente de Alaska y Corriente de Kamchatka, esta última mucho más fría que la anterior).

## La corriente de Groenlandia Occidental y las mareas
Las mareas en la costa occidental de Groenlandia ejercen un efecto positivo con respecto al clima de la zona, al incrementar la penetración de las aguas superficiales hacia el interior de los fiordos (lo mismo que sucede en Noruega y Alaska) con lo que alcanzan a tener una temperatura de 4 °C o más y por lo tanto, derriten el hielo procedente tanto de los glaciares de valle como del propio glaciar continental de Groenlandia a través de los glaciares emisores.